# Secamone retusa
Secamone retusa är en oleanderväxtart som beskrevs av Nicholas Edward Brown. Secamone retusa ingår i släktet Secamone och familjen oleanderväxter. Inga underarter finns listade i Catalogue of Life.